# 博埃斯 (德塞夫勒省)
博埃斯（法語：Boësse，法語發音：[bɔɛs]）是法国德塞夫勒省的一个旧市镇，属于布雷叙尔区。2006年，博埃斯与市镇阿让通堡和桑宰合并为市镇阿让通莱瓦莱。2016年，阿让通莱瓦莱与临近的5个市镇合并为新市镇阿让托奈。

## 地理
博埃斯（46°58'36.7"N, 0°28'26.5"W）面积15.26 平方千米，位于法国新阿基坦大区德塞夫勒省，该省份为法国西部内陆省份，北起曼恩-卢瓦尔省，西接旺代省，南至夏朗德省和滨海夏朗德省，东临维埃纳省。
博埃斯的时区为UTC+01:00、UTC+02:00（夏令时）。

## 行政
博埃斯的邮政编码为79150，INSEE市镇编码为79037。

## 人口
博埃斯于1999年时的人口数量为429人。